# Pecorino di Farindola
Il pecorino di Farindola è un formaggio prodotto con latte di pecora e caglio suino. Prende il nome dal paese di Farindola, ma viene prodotto anche nei paesi limitrofi, posti sul versante orientale del massiccio del Gran Sasso, in quantità molto limitate.  Fa parte dei Prodotti agroalimentari tradizionali abruzzesi e rientra nei Presidi Slow Food dell’Abruzzo.
Con ogni probabilità, è l'unico formaggio al mondo prodotto con l'aggiunta del caglio suino, secondo un metodo tradizionale che risale ai tempi dell'antica Roma. Del Caseus Vestinus l'odierno Pecorino di Farindola parlano infatti filosofi e gastronomi del I secolo dopo Cristo quali Marziale, Apicio e Plinio il Vecchio.